# Dana Wynne
Dana Wynne (Orange, 2 febbraio 1975) è un'ex cestista e allenatrice di pallacanestro statunitense, professionista nella ABL e nella WNBA.

## Carriera
Con gli Stati Uniti ha disputato i Giochi panamericani di Winnipeg 1999.